# Somatidia laevithorax
Somatidia laevithorax là một loài bọ cánh cứng trong họ Cerambycidae.